# Paulina Schwab
Paulina Schwab (* 1998) ist eine deutsche Schauspielerin.

## Leben und Karriere
Die 1998 geborene Nachwuchsschauspielerin Paulina Schwab gewann im Alter von sieben Jahren 2005 bei Jugend musiziert den 2. Preis in der Kategorie Klavier Solo. Im Kleinkindalter debütierte sie in einer Minirolle vor der Kamera in Geschichten aus dem Nachbarhaus. Einem breiteren Fernsehpublikum bekannt wurde sie durch ihre Rolle der Lisa Schwanthaler in der ZDF-Vorabendserie Forsthaus Falkenau, in der sie seit 2007 bis zur Einstellung der Serie 2013 durchgehend auftrat.

## Filmografie
- 2003: Geschichten aus dem Nachbarhaus: Pauline & Co
- 2005: Tatort – Bienzle und der Sizilianer (Fernsehreihe)
- 2007–2013: Forsthaus Falkenau
- 2014: Der Komödienstadel – 1001 Nacht in Tegernbrunn
- 2014: SOKO 5113 – Betrogen